# Palaquium dubardii
Palaquium dubardii là một loài thực vật có hoa trong họ Hồng xiêm. Loài này được Elmer mô tả khoa học đầu tiên năm 1910.